# Francesco Maria Tansi
Francesco Maria Tansi (Matera, 1º novembre 1668 – Teramo, 18 luglio 1723) è stato un vescovo cattolico italiano.

## Biografia
Nato a Matera nel 1668, fu ordinato sacerdote il 22 dicembre 1696; il 1º dicembre 1699 si laureò in giurisprudenza all'università "La Sapienza" di Roma. Fu decano nell'arcidiocesi di Acerenza e Matera e vicario generale in quella di Salerno.
Nel 1712 la Congregazione per i vescovi lo nominò vicario apostolico dell'Aquila, diocesi vacante dalla morte del vescovo Ignacio de la Cerda nel 1702; l'8 giugno 1718 papa Clemente XI nominò vescovo Domenico Taglialatela, ma questi non si insediò fino all'8 maggio dell'anno successivo e Tansi mantenne la propria posizione fino a quella data. Il 16 luglio 1721 fu nominato vescovo di Teramo da papa Innocenzo XIII e fu consacrato il 25 luglio dal cardinale Giovanni Battista Bussi, insieme a Onofrio Elisei e Nunzio Baccari come co-consacranti; mantenne l'incarico fino alla morte, avvenuta nel 1723.

## Genealogia episcopale
La genealogia episcopale è:
- Cardinale Guillaume d'Estouteville, O.S.B.Clun.
- Papa Sisto IV
- Papa Giulio II
- Cardinale Raffaele Riario
- Papa Leone X
- Papa Paolo III
- Cardinale Francesco Pisani
- Cardinale Alfonso Gesualdo
- Papa Clemente VIII
- Cardinale Pietro Aldobrandini
- Cardinale Laudivio Zacchia
- Cardinale Antonio Barberini, O.F.M.Cap.
- Cardinale Marcantonio Franciotti
- Papa Innocenzo XII
- Cardinale Leopold Karl von Kollonitsch
- Cardinale Christian August von Sachsen-Zeitz
- Cardinale Giovanni Battista Bussi
- Vescovo Francesco Maria Tansi